# 周玉 (运动员)
周玉（1989年1月23日—），中国皮划艇静水运动员，湖南人。2012年伦敦奥运会上周她与吴亚男的组合进入了皮划艇女子双人皮艇500米的决赛，最终获得第四名。

## 主要荣誉
- 2010年广州亚运会：皮划艇静水女子500米单人皮艇赛冠军